# Prince Alwaleed Bin Talal Center for Muslim-Christian Understanding
Il Prince Alwaleed Bin Talal Center for Muslim-Christian Understanding è un istituto interconfessionale senza fini di lucro, fondato nel 1993 alla Georgetown University di Washington, presso la scuola diplomatica di relazioni internazionali dell'ateneo.
Il primo direttore del centro fu John Esposito, al quale succedette John O. Voll.

## Storia
Nata col nome di Center for Muslim-Christian Understanding, nel 2005 ricevette dal principe saudita Al-Waleed bin Talal una donazione da 20 milioni di dollari, la seconda più alta per importo nella storia della Georgetown, al fine di promuovere lo studio dell'Islam e del mondo islamico. Il centro fu rinominato in suo onore.
Nello stesso atto, Bin Talal destinò 20 milioni di dollari all'Università di Harward per promuovere il programma di studi interdisciplinari islamico e ulteriori 15 milioni all'Università Americana del Cairo e di Beirut per avviare un programma di studi americani.
Tre anni dopo, il deputato repubblicano Frank Wolf presentò un'interrogazione in merito alla donazione del principe e alla reale importanza del centro teologico per il governo saudita.

## Pubblicazioni
Insieme al Centro Studi dell'Islam e delle Relazioni Islamico-Cristiane dell'Università di Birmingham, il Prince Alwaleed Bin Talal Center cura la pubblicazione della rivista in lingua inglese intitolata Islam and Christian-Muslim Relations.